# Ministère de l'Éducation, de la Culture et des Sports
Le ministère de l'Éducation, de la Culture et des Sports (en espagnol : Ministerio de Educación, Cultura y Deporte) est le département ministériel responsable de l'enseignement scolaire et supérieur, des arts, du patrimoine et de la politique sportive en Espagne entre 1996 et 2004, puis de 2011 à 2018.

## Missions

### Fonctions
Le ministère de l'Éducation, de la Culture et des Sports est responsable de la proposition et l'exécution de la politique gouvernementale en matière d'éducation, de formation professionnelle, d'enseignement supérieur, de sports, ainsi que de la promotion, la protection, la diffusion du patrimoine historique espagnol, des musées d'État, des arts, de la littérature, de la création, des supports littéraires, du cinéma, de l'audiovisuel, du patrimoine littéraire de l'État, de la culture en espagnol, de l'impulsion des actions de coopérations culturelles, et de coordonner, avec le ministère des Affaires étrangères, les relations internationales dans le domaine de la culture.

### Organisation
Le ministère de l'Éducation, de la Culture et des Sports s'organise de la façon suivante : 
- ministre de l'Éducation, de la Culture et des Sports (Ministro de Educación, Cultura y Deporte) ; 
  - secrétariat d'État à l'Éducation, à la Formation professionnelle et à l'Enseignement supérieur (Secretaría de Estado de Educación, Formación Profesional y Universidades) ; 
    - secrétariat général de l'Enseignement supérieur (Secretaría General de Universidades) ; 
      - direction générale de l'Évaluation et de la Coopération territoriale ;
      - direction générale de la Formation professionnelle ;
      - direction générale de la Planification et de la Gestion éducative ;

  - secrétariat d'État à la Culture (Secretaría de Estado de Cultura) ; 
    - direction générale des Industries culturelles, et du Livre ;
    - direction générale des Beaux arts et du Patrimoine culturel ;

  - Conseil supérieur des Sports (Consejo Superior de Deportes) ;
  - sous-secrétariat de l'Éducation, de la Culture et des Sports (Subsecretaría de Educación, Cultura y Deporte) ; 
    - secrétariat général technique.

## Histoire
Le ministère de l'Éducation et de la Culture a été créé en 1900, sous le nom de ministère de l'Instruction publique et des Beaux-arts (Ministerio de Instrucción Pública y Bellas Artes). Toute référence à la politique culturelle disparaît en 1938, avec l'avènement du franquisme. En 1977, avec la formation du premier gouvernement démocratiquement élu, sont créés le ministère de l'Éducation et de la Science (Ministerio de Educación y Ciencia) et le ministère de la Culture et du Bien-être (Ministerio de Cultura y Bienestar), ce dernier étant rapidement rebaptisé en ministère de la Culture (Ministerio de Cultura).
Avec l'arrivée au pouvoir du Parti populaire (PP) de José María Aznar en 1996, les deux ministères sont à nouveau réunis et forment alors le ministère de l'Éducation et de la Culture (Ministerio de Educación y Cultura), qui devient le ministère de l'Éducation, de la Culture et des Sports après les élections générales de 2000.
Il est scindé en deux après les élections générales de 2004, marquées par la victoire du Parti socialiste ouvrier espagnol (PSOE) de José Luis Rodríguez Zapatero, entre le ministère de l'Éducation et de la Science, et le ministère de la Culture. Avec le retour du PP au pouvoir en 2011, le ministère unique est reconstitué. Il est de nouveau scindé entre deux ministères en 2018, avec l'accession du Parti socialiste au pouvoir.

## Titulaires
| Nom                                                                                            | Nom                  | Dates du mandat  | Dates du mandat | Parti | Gouvernement  |
| ---------------------------------------------------------------------------------------------- | -------------------- | ---------------- | --------------- | ----- | ------------- |
|                                                                                                | Esperanza Aguirre    | 6 mai 1996       | 19 janvier 1999 | PP    | Aznar I       |
|                                                                                                | Mariano Rajoy        | 19 janvier 1999  | 12 mars 2000    | PP    | Aznar I       |
|                                                                                                | Pilar del Castillo   | 28 avril 2000    | 14 mars 2004    | PP    | Aznar II      |
|                                                                                                |                      |                  |                 |       |               |
|                                                                                                | José Ignacio Wert    | 22 décembre 2011 | 26 juin 2015    | Aucun | Rajoy I       |
|                                                                                                | Íñigo Méndez de Vigo | 26 juin 2015     | 7 juin 2018     | PP    | Rajoy I et II |
| Titres : - 2000-2004 ; 2011-2018 : Éducation, Culture et Sports (Educación, Cultura y Deporte) |                      |                  |                 |       |               |